# Dorsa Tetyaev
Dorsa Tetyaev – grupa grzbietów na powierzchni Księżyca  o średnicy około 176 km. Dorsa Tetyaev znajduje się na współrzędnych selenograficznych ☾ 19,9°N 64,2°E/19,900000 64,200000 na obszarze Mare Crisium.
Nazwa grzbietu została nadana w 1979 roku przez Międzynarodową Unię Astronomiczną i pochodzi od Michaiła Tietajewa (1882-1956), rosyjskiego geologa.